# Famille de Tinténiac
 (mai 2023).
Si vous disposez d'ouvrages ou d'articles de référence ou si vous connaissez des sites web de qualité traitant du thème abordé ici, merci de compléter l'article en donnant les références utiles à sa vérifiabilité et en les liant à la section « Notes et références ».
Ne pas confondre avec une autre famille de Tinténiac qui a vécu notamment à Quimper et qui possédait le château de Quimerc'h en Bannalec, dont le membre le plus illustre est Vincent de Tinténiac.
La famille de Tinténiac est une famille noble bretonne.

## Généralités
Tinténiac est mentionné pour la première fois en 1032 dans le cartulaire de l'Abbaye Saint-Georges de Rennes, l'église et le bourg y sont alors donnés par le duc de Bretagne Alain III à sa sœur Adèle Ire ( † 1067), abbesse de Saint-Georges de Rennes en 1032, à l'occasion de la fondation de l'abbaye.
L'Abbaye rétrocède  dès 1036 une partie de son fief au chevalier Donoual ou Donoald. L'abbesse demande alors à Donoual de construire un château fort pour protéger ses terres (il s'agit d'une forteresse aujourd'hui remplacée par le Château de Montmuran). Les successeurs de Donoal porteront longtemps le nom d'Ismaëlites, peut-être à la suite d'un pèlerinage en Terre-Sainte fait par Guillaume au début du XIe siècle. Ils prennent le nom de Tinténiac à la fin du XIIe siècle.
La seigneurie de Tinténiac était une châtellenie d'ancienneté et s'étendait sur sept paroisses, avec un droit de haute justice.
En 1168, Henri II, roi d'Angleterre, guerroyant contre Eudon de Porhoët détruisit de fond en comble le château de Tinténiac. Ce fut alors que les héritiers des Ismaëlites bâtirent à quelque distance de Tinténiac, dans la paroisse des Iffs, le Château de Montmuran.
En 1351, le chevalier Jean de Tinténiac s'illustre dans le Combat des Trente qui a lieu à Mi-Voie près de Josselin.
Isabeau de Tinténiac, la fille unique de Jean de Tinténiac épouse vers 1347 Jean de Laval, seigneur de Châtillon-en-Vendelais. Elle apporte à la famille de Laval toute la seigneurie de Tinténiac-Montmuran.

## Généalogie
- Donoal ( † après 1036), chevalier, 1er seigneur de Tinténiac, mentionné dans un titre de Saint-Georges de Rennes en 1036 ;
- Guillaume Ier de Tinténiac l'Ismaélite ( † après 1060), seigneur de Tinténiac, fils du précédent,
enfants :
Donoal ( † 1142), moine, puis abbé de Saint-Melaine de Rennes, puis évêque d'Alet (avant 1134-1142),
Eudes, seigneur de Tinténiac,
Ignoguen, dite Noga,
mariée à Gelduin Ier ( † 1137 - Bataille du Mont-Saint-Michel), seigneur de Dol et de Combourg,
- Eudes de Tinténiac, seigneur de Tinténiac, fils du précédent,
- Alain Ier, seigneur de Tinténiac, fils du précédent,
enfants :
Guillaume II, seigneur de Tinténiac,
Geoffroy,
- Guillaume II de Tinténiac, seigneur de Tinténiac, fils du précédent,
marié à Eremburge, dont :
Olivier Ier, seigneur de Tinténiac,
Tiphaine de Tinténiac,
mariée à Eudes Ier du Pont ( † après 1218), chevalier banneret (avant 1211), baron de Pontchâteau, châtelain de Blain et d'Héric,
- Olivier Ier de Tinténiac, chevalier banneret (avant 1211), seigneur de Tinténiac, fils du précédent,
marié à Théophile, dont :
- Alain II ( † après 1248), seigneur de Tinténiac, croisé en 1248, fils du précédent,
enfants :
Olivier II, seigneur de Tinténiac,
Tiphaine de Tinténiac,
mariée à Geoffroy Ier ( † après août 1266), seigneur de Montbourcher,
- Olivier II de Tinténiac ( † après 1269), seigneur de Tinténiac, fils du précédent,
marié à Havoise d'Avaugour, fille d'Alain II, dame héritière de Bécherel et de Romillé, dont :
- Guillaume III ( † après 1303), seigneur de Tinténiac et de Bécherel, fils des précédents,
- Olivier III ( † après 1319), seigneur de Tinténiac, de Bécherel, de Romillé et de La Roche-Moysan (1294), fils du précédent,
marié à Eustachie, fille de Geffroy VII, seigneur de Châteaubriant, dont :
Briand, seigneur de Tinténiac,
Jean, seigneur de Tinténiac, de Bécherel et de Romillé,
Alain ( † 14 août 1352), comptant parmi les Trente Bretons, considéré alors comme leur meilleur combattant,
marié à Adelice de Rostrenen ( † après 1363),
Olivier IV ( † vers 1371),
marié en 1343 à Amice de Léon, dont :
Geoffroi,
marié à Béatrix du Matz, dont la postérité s'établit au XVe siècle en Anjou. Cette branche, qui perdurera, a produit :
Simon, écuyer tranchant des rois de Sicile Jean et Charles d'Anjou, et capitaine de Provence en 1480 ;
deux abbés de Saint-Aubin d'Angers au XVIe siècle ;
Pierre, seigneur du Percher, qui revint en Bretagne par son mariage en 1520 avec Françoise, dame de Quimerc'h, dont il prit les armes ;
chevalier de l'ordre en 1564 ; un maréchal de camp en 1815, frère aîné d'un chevau-léger, tué dans les Chouans en 1795. Un membre admis aux honneurs de la cour en 1788.
- Briand de Tinténiac, seigneur de Tinténiac, et de Bécherel, mort sans postérité,
- Jean de Tinténiac ( † 14 août 1352 tué à la bataille de Mauron), seigneur de Tinténiac, de Bécherel, et de Romillé, seigneur consort de Combourg, chevalier qui s'illustre dans le Combat des Trente qui a lieu à Mi-Voie près de Josselin,
marié à Jeanne de Dol ( † après 1386), dame héritière de Combourg, dont :
- Isabeau, dame héritière de Tinténiac, de Bécherel, et de Romillé, fille unique du précédent,
mariée vers 1347 à Jean de Laval-Châtillon, fils de André, seigneur de Châtillon-en-Vendelais.

Elle apporte à la famille de Laval toute la seigneurie de Tinténiac-Montmuran.

## Titres
- Seigneurs de Tinténiac,
- Seigneurs de Bécherel,

## Blason
| Image | Armes de la Famille de Tinténiac                                                              |
| ----- | --------------------------------------------------------------------------------------------- |
|       | Branche aînée D'or à deux jumelles d'azur, au bâton de gueules brochant en bande sur le tout. |
|       | Branche cadette D'hermine au croissant de gueules, qui est Quimerc'h.                         |

## Devise
La devise de la famille de Tinténiac est "Vaincre et tenir"[réf. nécessaire]

## Membres illustres de la famille

### Les militaires

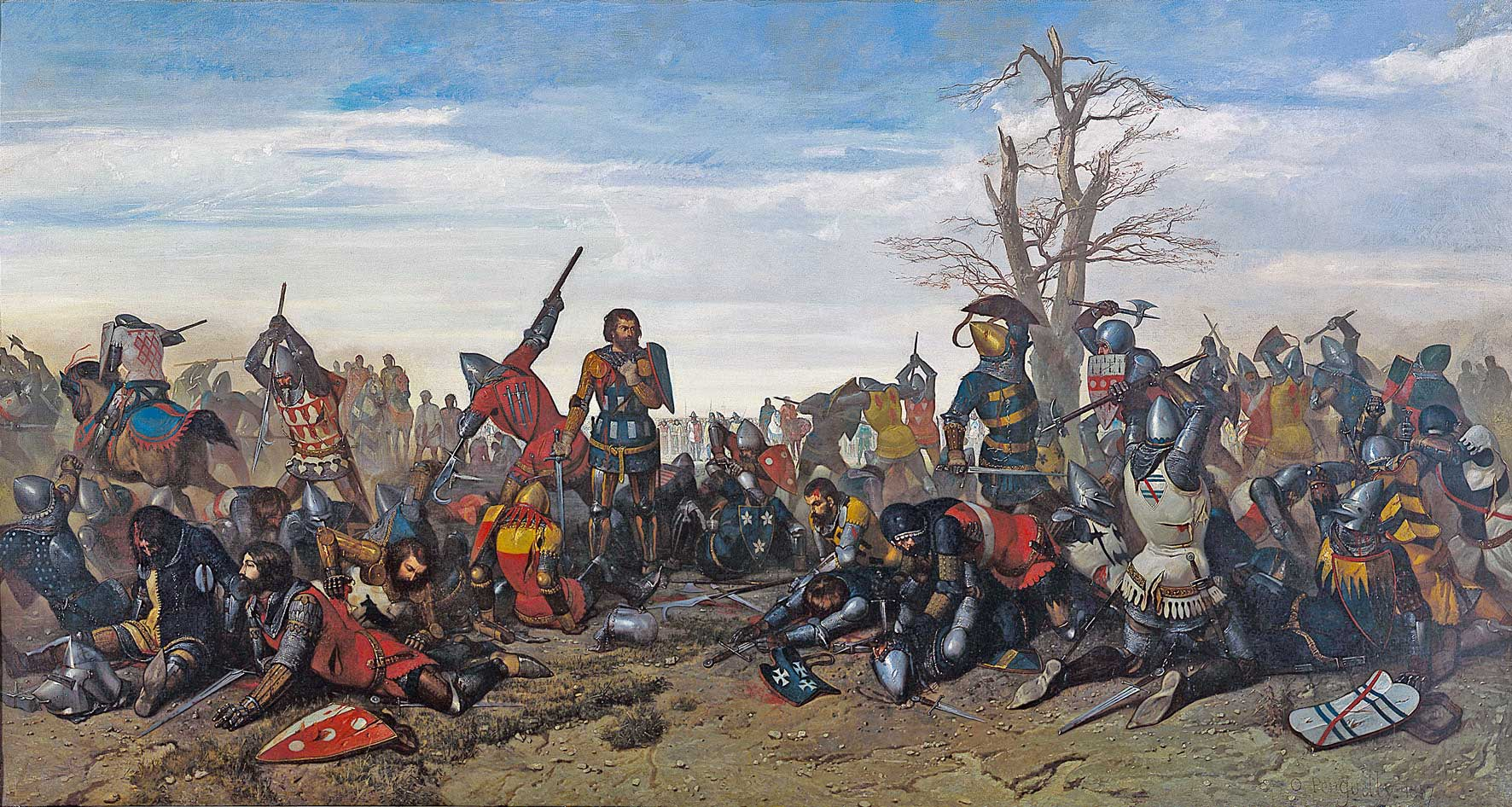
Le Combat des Trente, huile sur toile d'Octave Penguilly L'Haridon, 1857.

- Jean de Tinténiac ( † 14 août 1352 tué à la bataille de Mauron), seigneur de Tinténiac, de Bécherel, et de Romillé, seigneur consort de Combourg, chevalier qui s'illustre dans le Combat des Trente qui a lieu au « chêne de Mi-Voie » entre Josselin et Ploërmel.
- Alain de Tinténiac ( † 14 août 1352, chevalier au Combat des Trente, tué également à Mauron.

#### Branche cadette
- Pierre de Tinténiac, marié en 1526 avec Françoise de Quimerc'h ; à partir de cette date le château de Quimerc'h en Bannalec appartient à cette branche de la famille de Tinténiac.
- Michel de Tinténiac refusa de prendre parti lors du combat de la Guerre de la Ligue qui se déroula près du château de Quimerc'h[2].
- François-Hyacinthe de Tinténiac[Note 1], époux de Anne Antoinette de Kersulgen ; leurs fils :
  - Hyacinthe de Tinténiac[Note 2].
  - Son frère Vincent de Tinténiac  (1756-1795), connu sous le nom de Chevalier de Tinténiac, fut l'un des chefs de la chouannerie bretonne.

## Châteaux, seigneuries, terres

### Châteaux
- Château de Tinténiac,
- Château de Montmuran,

### Terres

#### Branche aînée
Les membres de la branche aînée de la Famille de Tinténiac étaient teneur des fiefs :
- de Tinténiac, de Montmuran, de Bécherel, de Romillé, de Millac et de La Villecoz, en qualité de seigneur,
- de La Roche-Moysan, en qualité de châtelain, (Château confié par le duc pour lequel il doit 2 chevaliers en 1294),
- de Quimerc'h, en qualité de baron (par le mariage en 1526 de Pierre de Tinténiac, seigneur du Perche et de la Coquerais, avec Françoise de Quimerch, fille de Louis de Quimerch et de Françoise de Broons) ,
- Dol et de Combourg, en qualité de comte,

#### Branche cadette
Les membres de la branche cadette de la Famille de Tinténiac étaient teneur des fiefs :
- de Millac et de La Villecoz, en qualité de seigneur
- de La Marre, du Bourg, des Freux (paroisse de Marcillé-Robert, évêché de Rennes), en qualité de seigneur,
- du Plessis-Meslé, de Sénonnes, d'Entrehais (Anjou), en qualité de seigneur,